# Thomas Wegener Friis
Thomas Wegener Friis (født 1975) er er en dansk historiker, som er lektor ved Syddansk Universitet (SDU), Historisk Institut og Center for War Studies; desuden er Friis også ansat ved Universität Flensburg. Friis forsker i den kolde krig, især i efterretningstjenester og Danmarks forhold til DDR og andre Warszawapagt-lande. I år 2000 blev Friis cand.phil. i historie og tre år senere opnåede han ph.d. ved SDU.

## Publikationer (udvalg)
(2017) sammen med Christoph Franceschini og Erich Schmidt-Eenboom: Spionage unter Freunden: Partnerdienstbeziehungen und Westaufklärung der Organisation Gehlen und des BND. Ch. Links Verlag. ISBN 9783861539469 (tysk)
(2015) sammen med Peer Henrik Hansen: Berlin og den Kolde Krig: set med danske øjne. Langelands Museum. ISBN 9788792619075
(2013) sammen med flere andre: Датские кадры Москвы в сталинское время: Избранные документы из личных дел датчан в архиве Коминтерна. Syddansk Universitetsforlag. (russisk)
(2010) sammen med Jakob Skovdal og Kasper Friis: Øl i blodet: Bryggeriet Refsvindinge 125 år. Forlaget Friis. ISBN 9788798952299
(2009) sammen med K. Macrakis & H. Müller-Enbergs: East German Foreign Intelligence: Myth, reality and Controversy. Routledge. ISBN 9780415484428 (engelsk)
(2009) sammen med Jakob Skovdal og Kasper Friis: På sporet af den fynske ølkultur. Albani Fonden. ISBN 9788799156719
(2005) Den usynlige front: DDR's militærspionage mod Danmark under den Kolde Krig. Lindhardt & Ringhof. ISBN 87-595-2327-1
(2001) Den Nye Nabo ..M201; DDRs forhold til Danmark 1949-1960. Selskabet til Forskning i Arbejderbevægelsens Historie. ISBN 87-87739-52-6